# Église Saint-Paul de Chailly-en-Bière
Pour les articles homonymes, voir Église Saint-Paul et Chailly-en-Bière.
L’église Saint-Paul est une église et style romane et gothique du XIIe siècle, sise à Chailly-en-Bière en Seine-et-Marne en Île-de-France. Inscrite aux monuments historiques depuis 1926, elle est célèbre pour apparaître sur le tableau L'Angélus du musée d'Orsay, du peintre Jean-François Millet vers 1857,,.

## Historique
Une première église carolingienne est construite en 808, sous le règne de l'empereur Charlemagne, sur l'actuelle route nationale 7, en lisière de la forêt de Fontainebleau, à 10 km de Fontainebleau et de Melun, sur une route royale du Moyen Âge du Pays de Bière du Gâtinais. Elle est dédiée à l'apôtre du Christ Saint Paul de Tarse par l’évêque de Sens. 

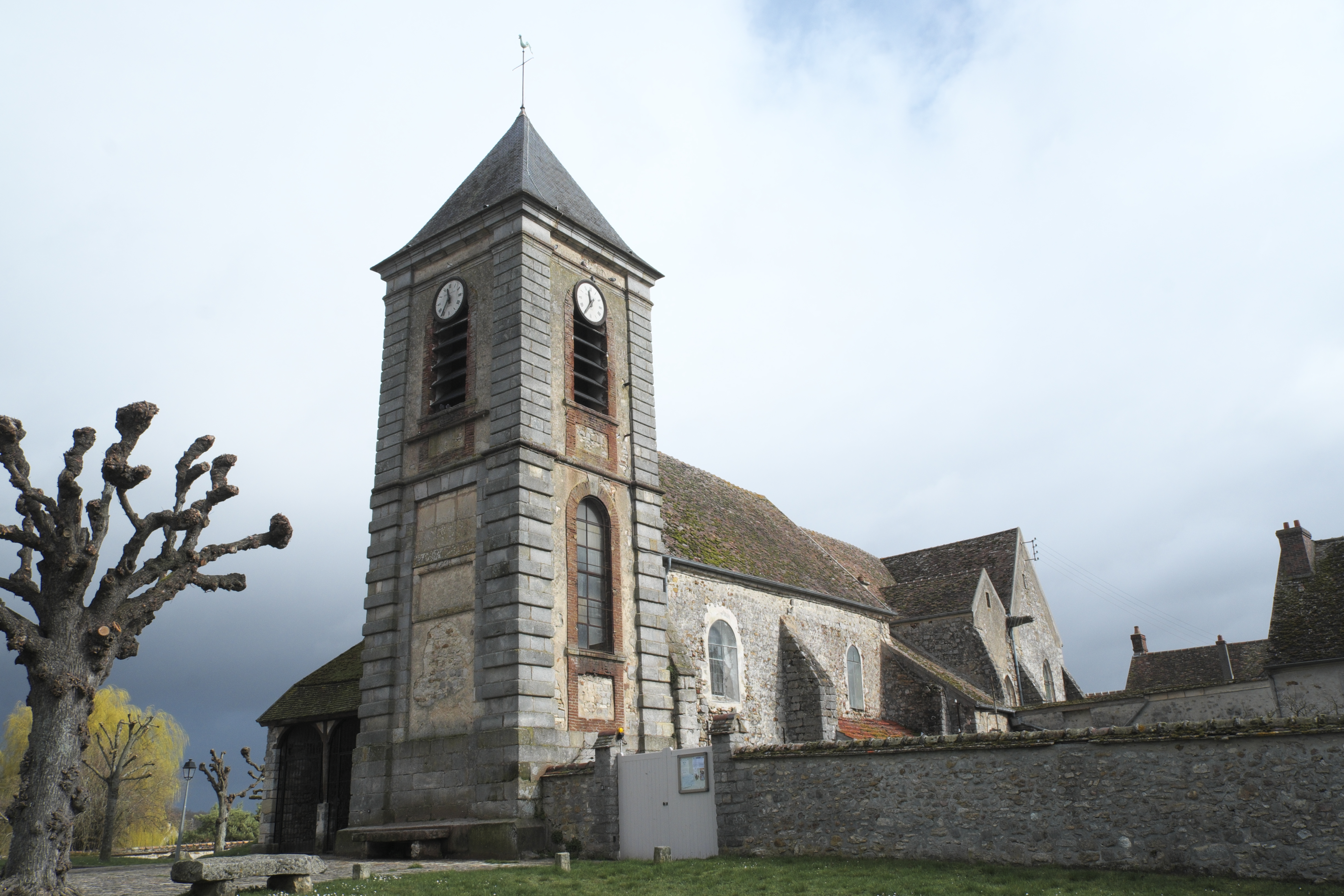
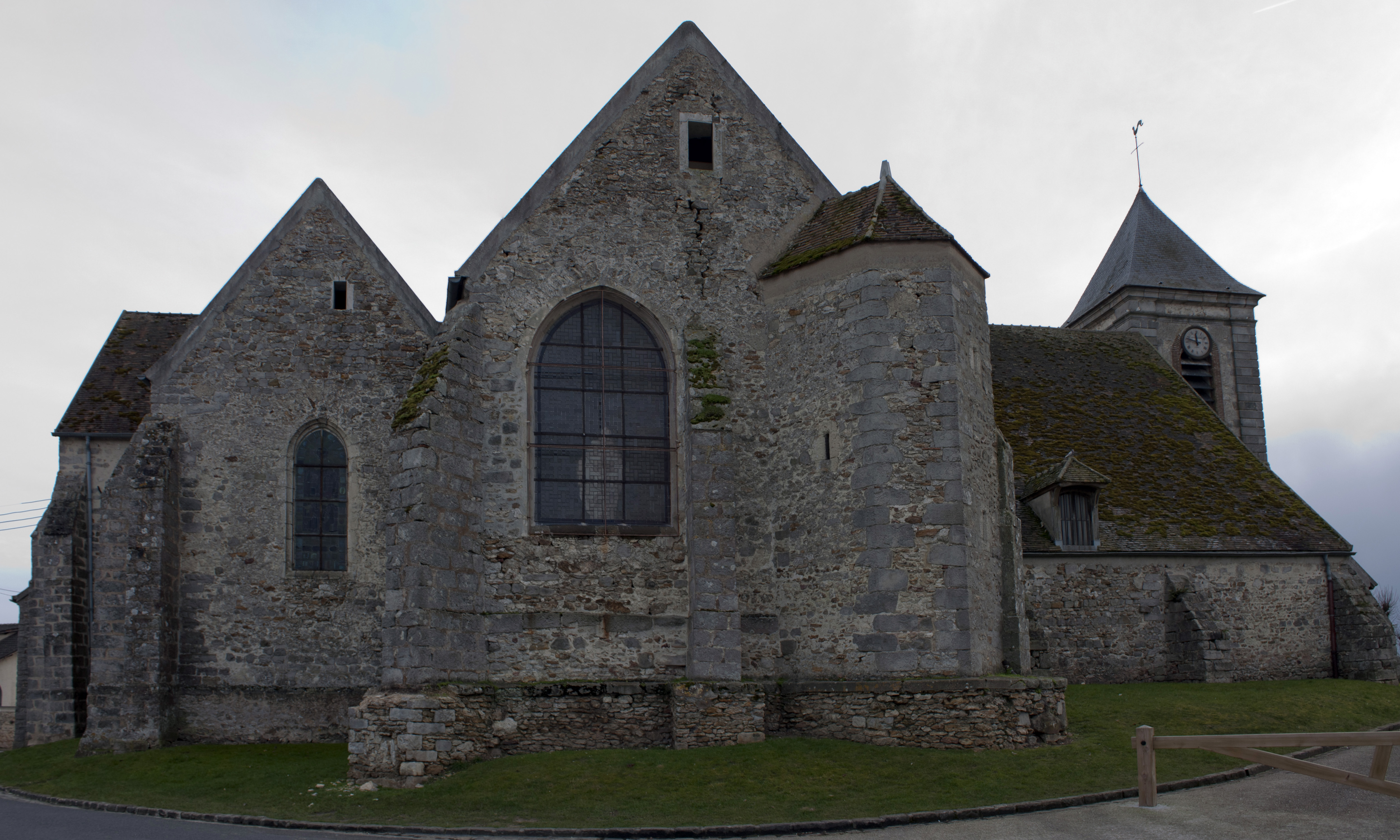
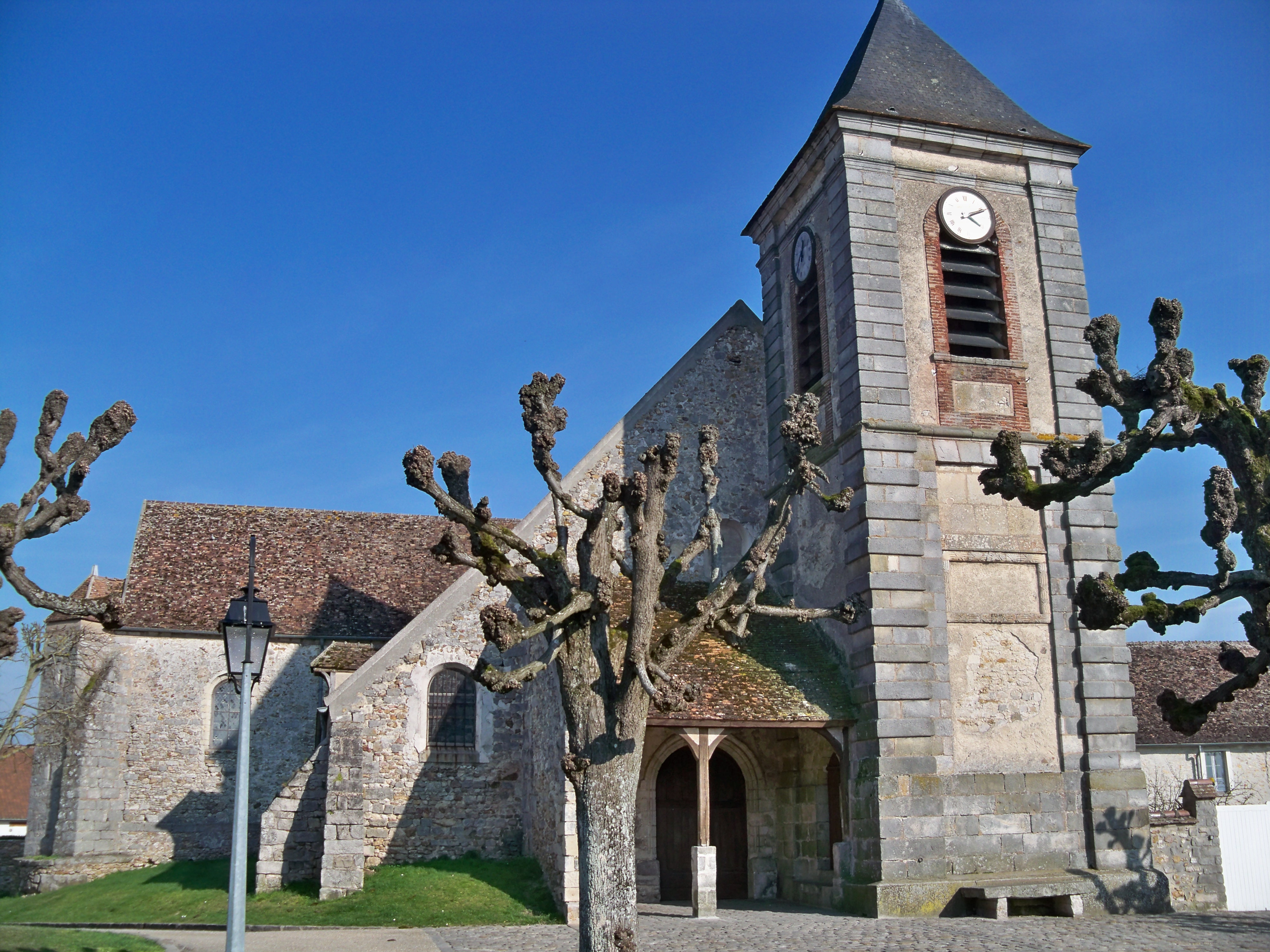

L'actuelle église romane est construite sur la précédente au XIIe siècle, avec ogive du XIIe siècle, quelques lancettes du XIIIe siècle, chapelle seigneuriale (actuelle sacristie) du XIVe siècle, baies du XVe siècle, chœur et chapelles latérales du XVIe siècle, clocher du XVIIIe siècle, et toiture en tuile plate...
Le cœur et le clocher sont détruits par un incendie en 1752, et restaurés en 1753 avec des lambris du château de Fontainebleau. Le clocher est à nouveau incendié et reconstruit vers 1765 grâce à un don financier du roi Louis XV et de Madame de Pompadour,. Les trois cloches  (Lucie-Gabrielle, Lucienne-Marcelle, et Solange) ont remplacé à ce jour le gros bourdon fêlé qui sonnait L'Angélus de Jean-François Millet au XIXe siècle.
Dans le choeur, figure une copie de La Vierge de la famille de Vic.

## L'Angélus et l'église de Chailly de Jean-François Millet
Cofondateur de l'École de Barbizon du hameau voisin de Barbizon, où il vit, le peintre Jean-François Millet (1814-1875) peint son célèbre chef-d'œuvre L'Angélus du musée d'Orsay, vers 1858, scène de peinture de paysage et de vie paysanne réaliste, inspirée de ses souvenirs d'enfance, où un couple de paysans de la plaine de Bière pose ses outils de travaux de champs de pomme de terre, à la tombée du jour, pour la prière de l'angélus (ou prière à l'archange Gabriel et à Marie) sonné au loin par le clocher de cette église en arrière-plan. 

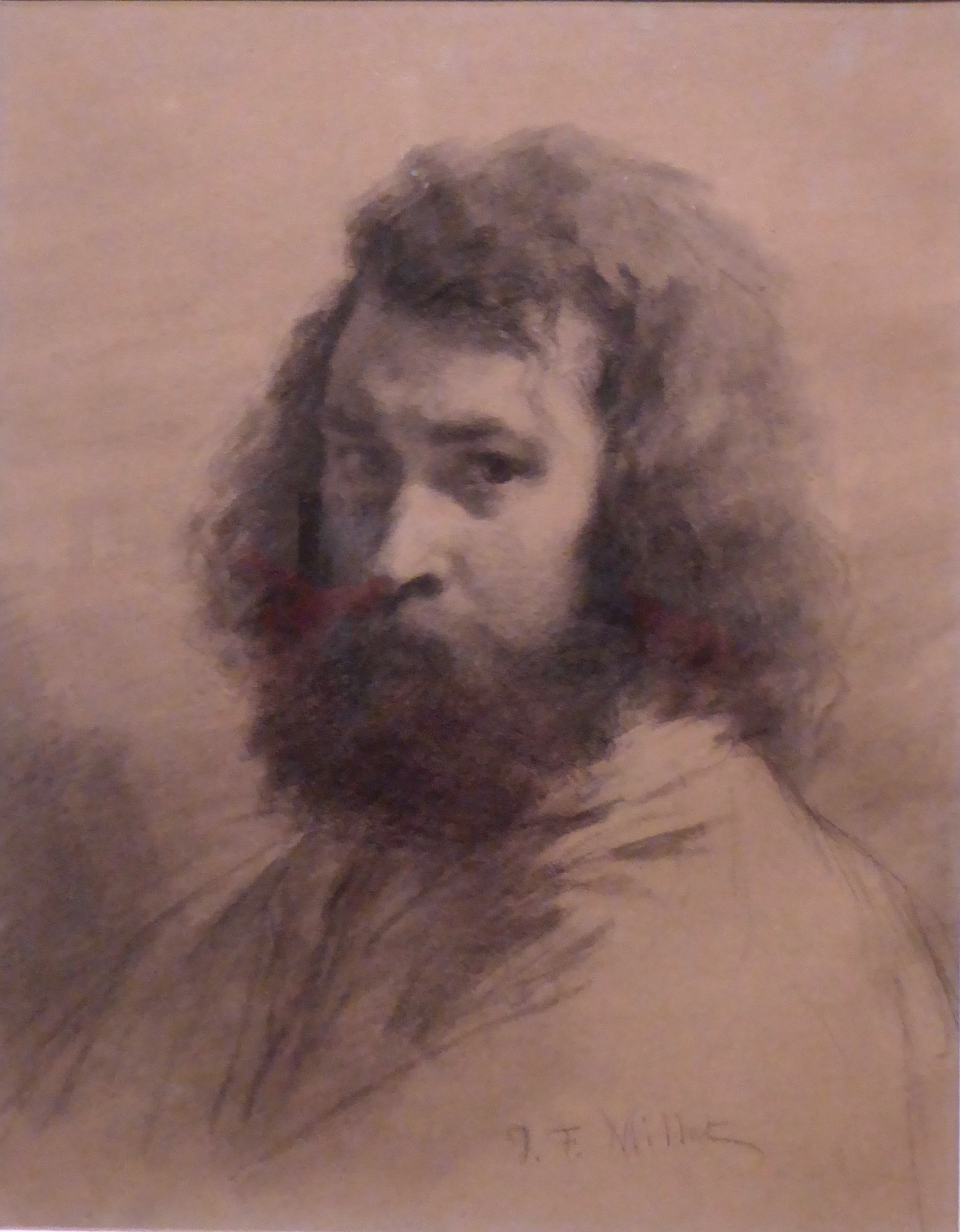
Portrait de Jean-François Millet.
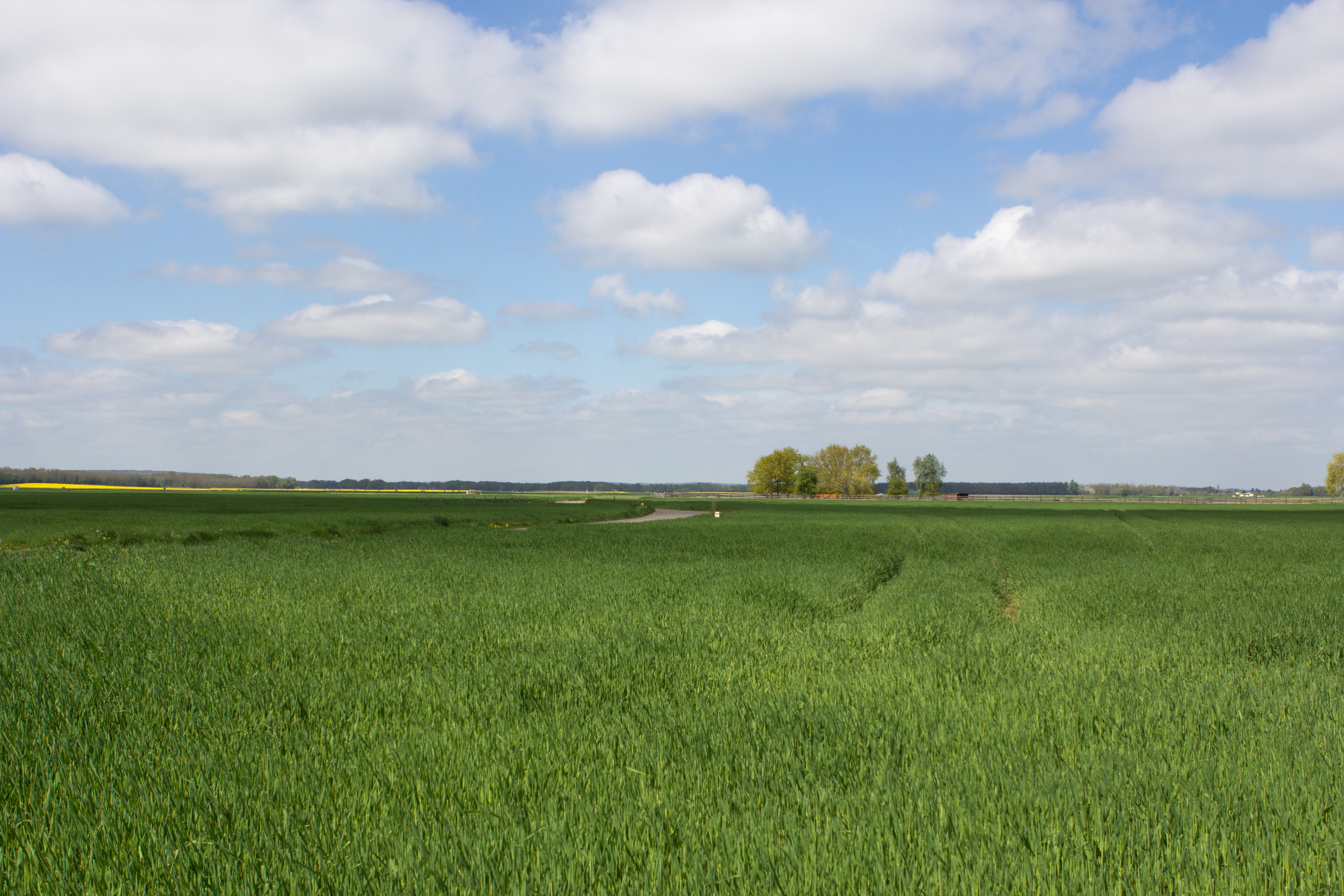
Pays de Bière (et clocher de l'église de Chailly en fond).
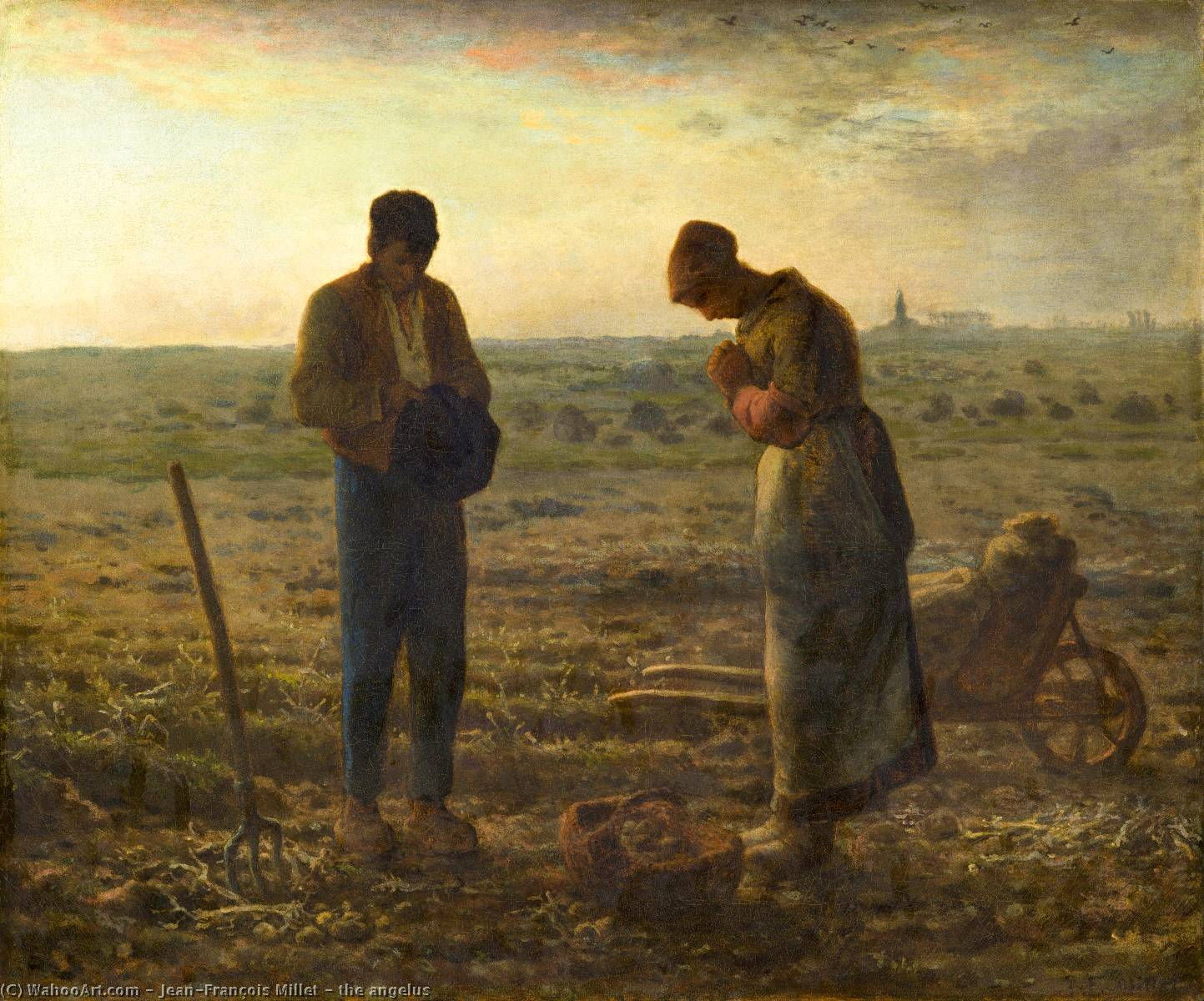
L'Angélus (v1858) du musée d'Orsay.
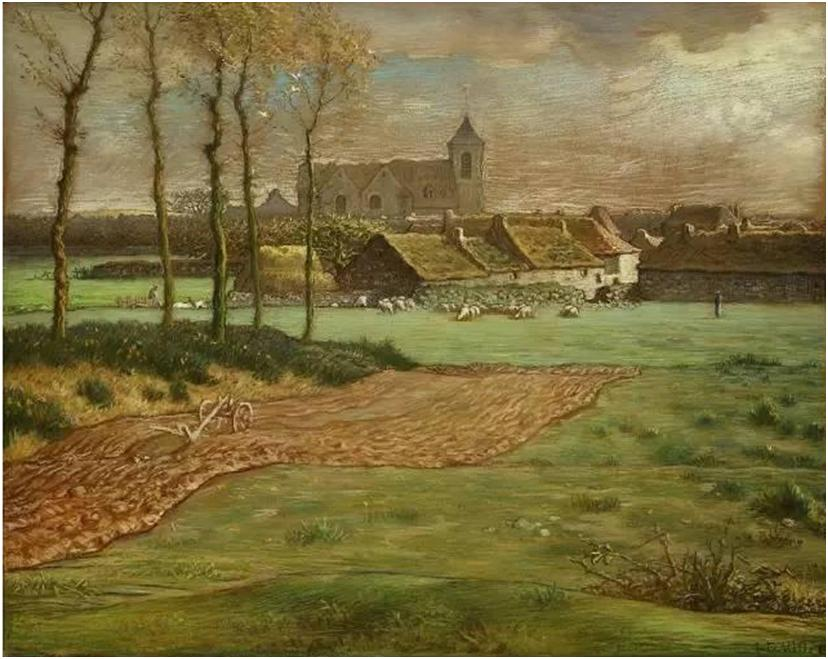
L´Église de Chailly (1867).

Millet peint également L´Église de Chailly en 1867. Il s'applique alors à travailler les jeux de lumière, de pénombre, et de clair-obscur, dans ses tableaux, préfigure de l'impressionnisme.

## Jean-François Millet à Chailly-en-Bière et Barbizon
Originaire d'une famille paysanne de Normandie où il passe son enfance, le peintre intègre les Beaux-Arts de Paris, puis s'installe définitivement en 1849 (à l'âge de 35 ans) dans sa maison-atelier d'artiste (actuel musée) du hameau voisin de Barbizon, ou il vit et cofonde l'École de Barbizon. Il se marie dans cette église, y fait baptiser ses enfants, et y repose dans le cimetière voisin auprès de son grand ami peintre Théodore Rousseau. Il peint ici de nombreuses scènes rurales de vie paysanne, entre Chailly-en-Bière et Barbizon, dont :

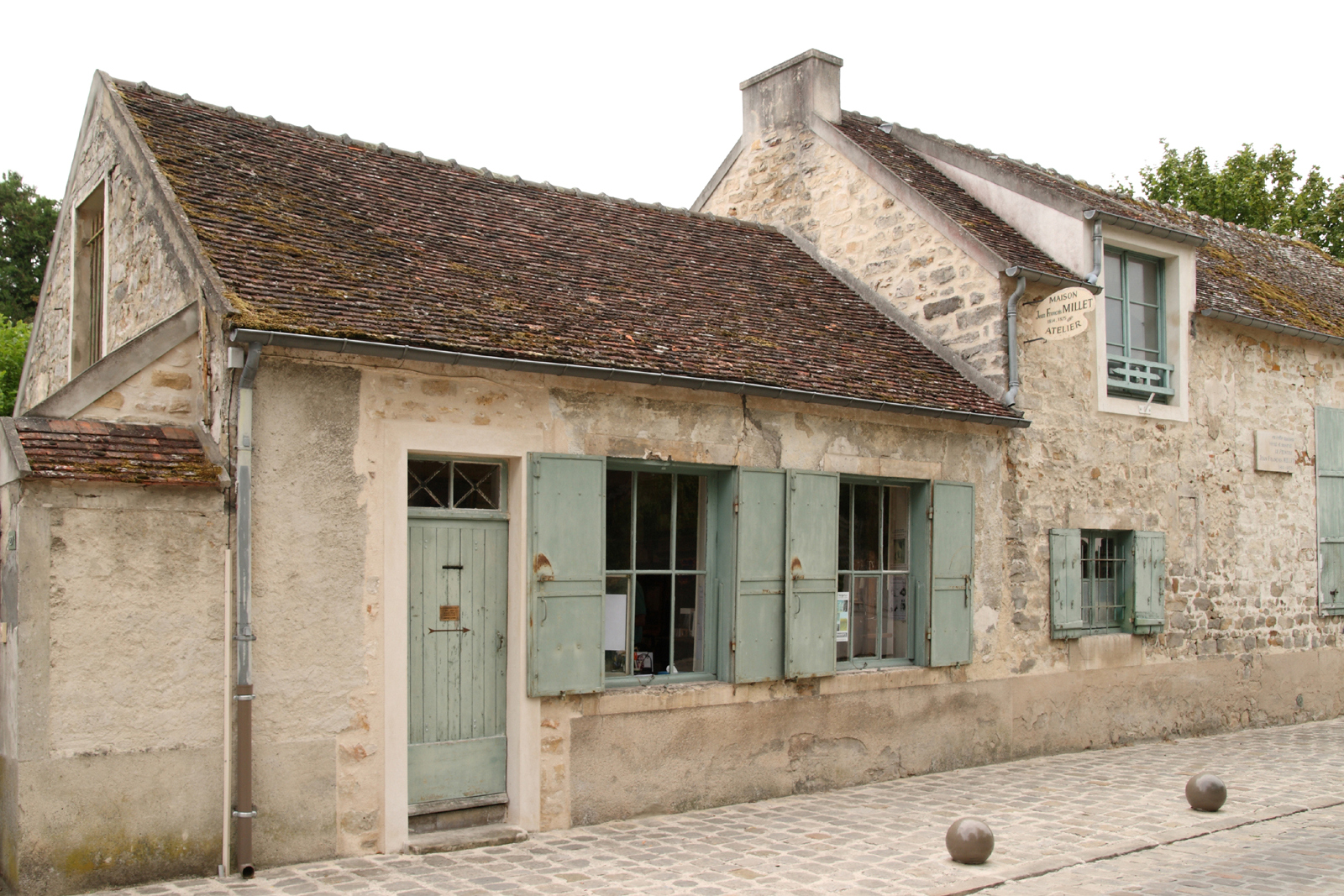
Maison-atelier d'artiste musée Millet, du hameau voisin de Barbizon.
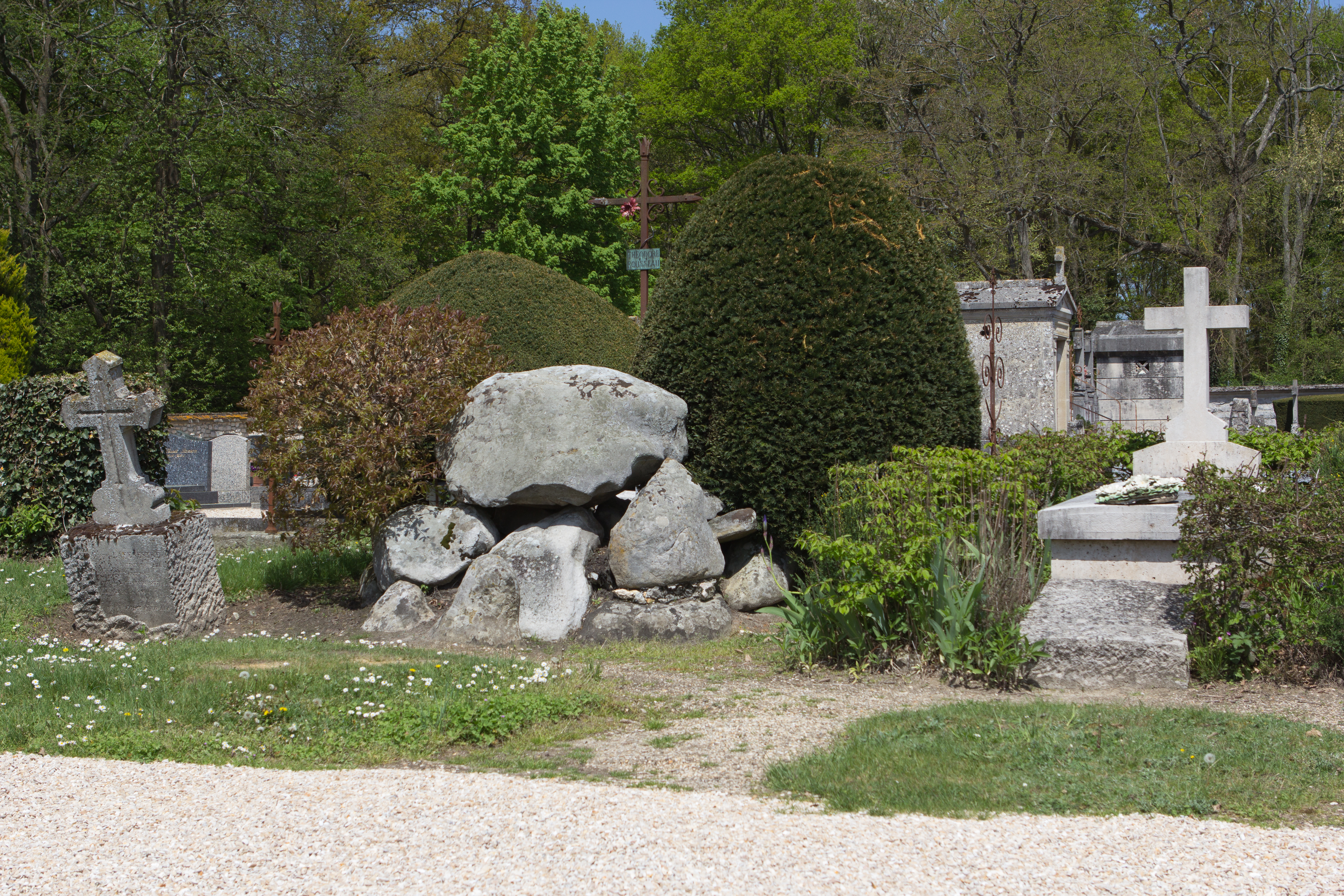
Sépultures de Théodore Rousseau et Jean-François Millet, à Chailly-en-Bière.
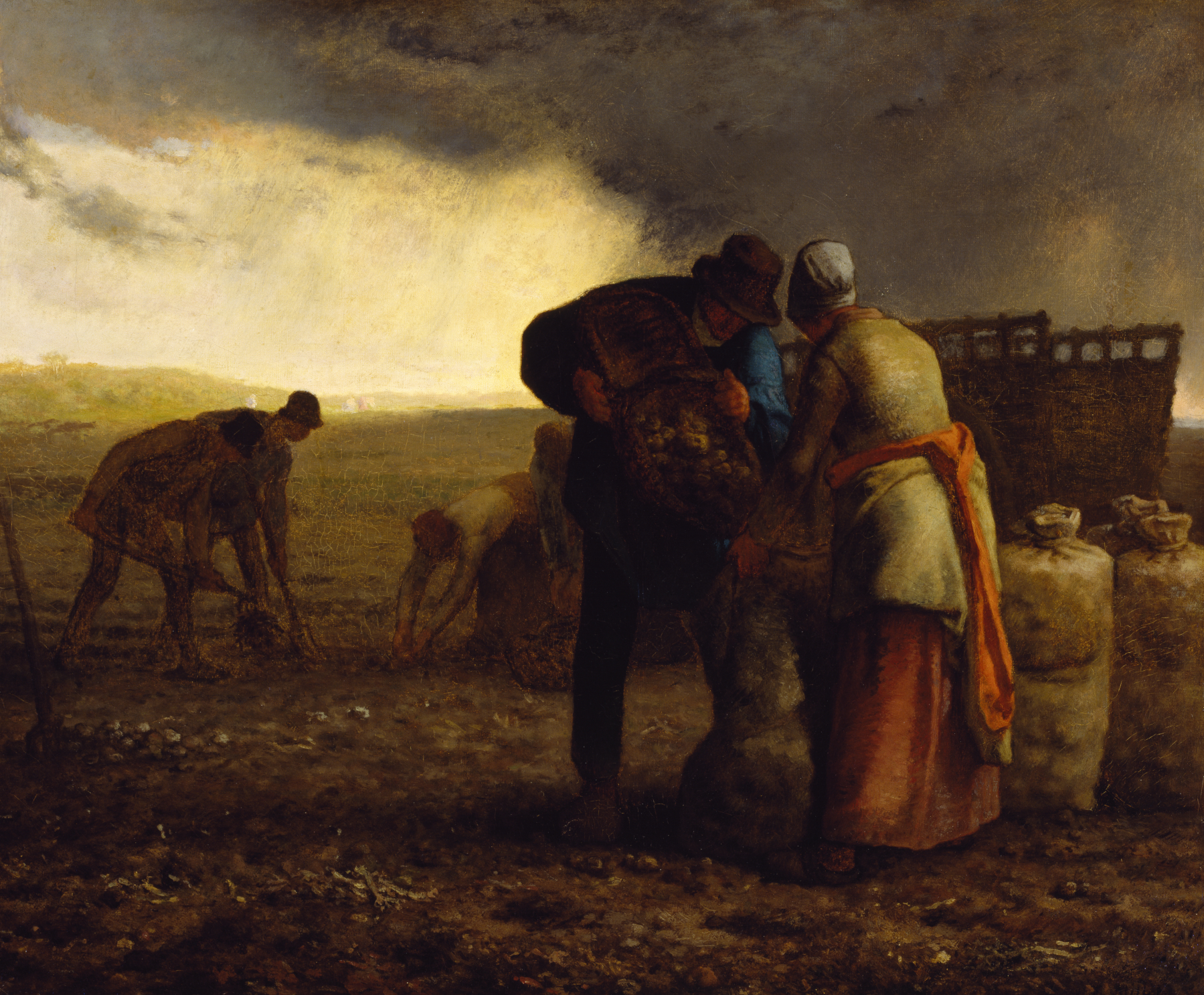
La Récolte des pommes de terre (1855).
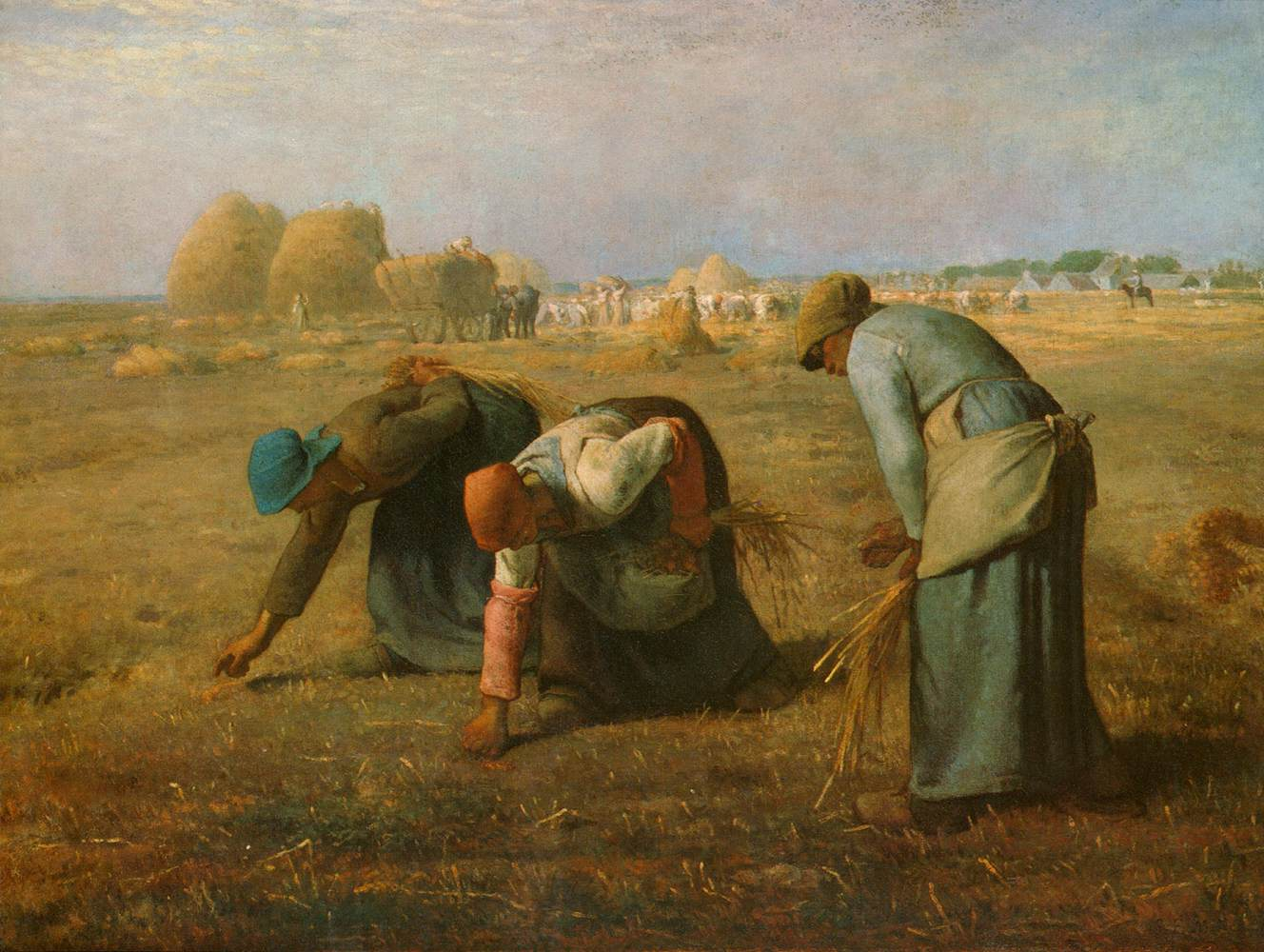
Des glaneuses (1857).
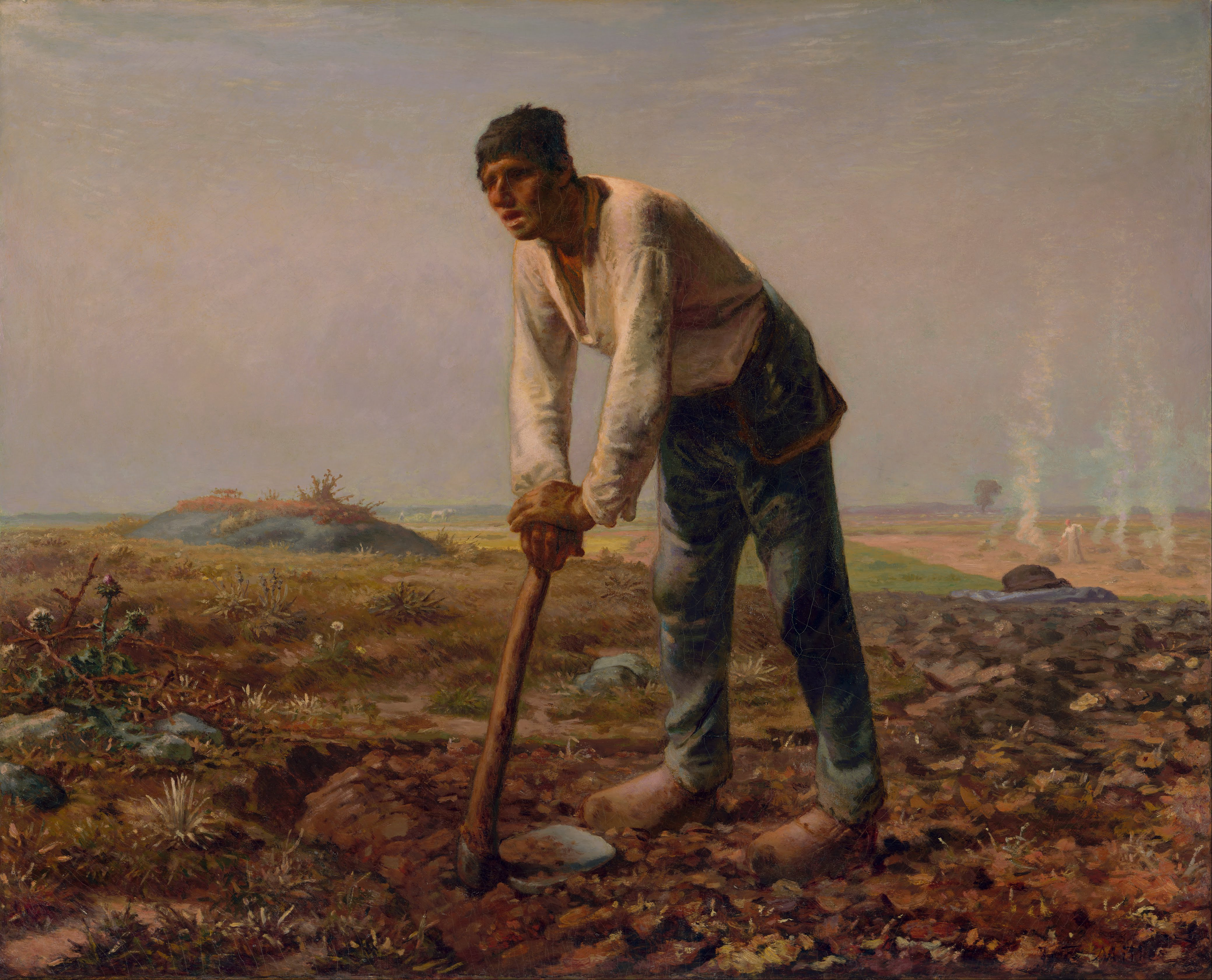
L'Homme à la houe (v. 1860).
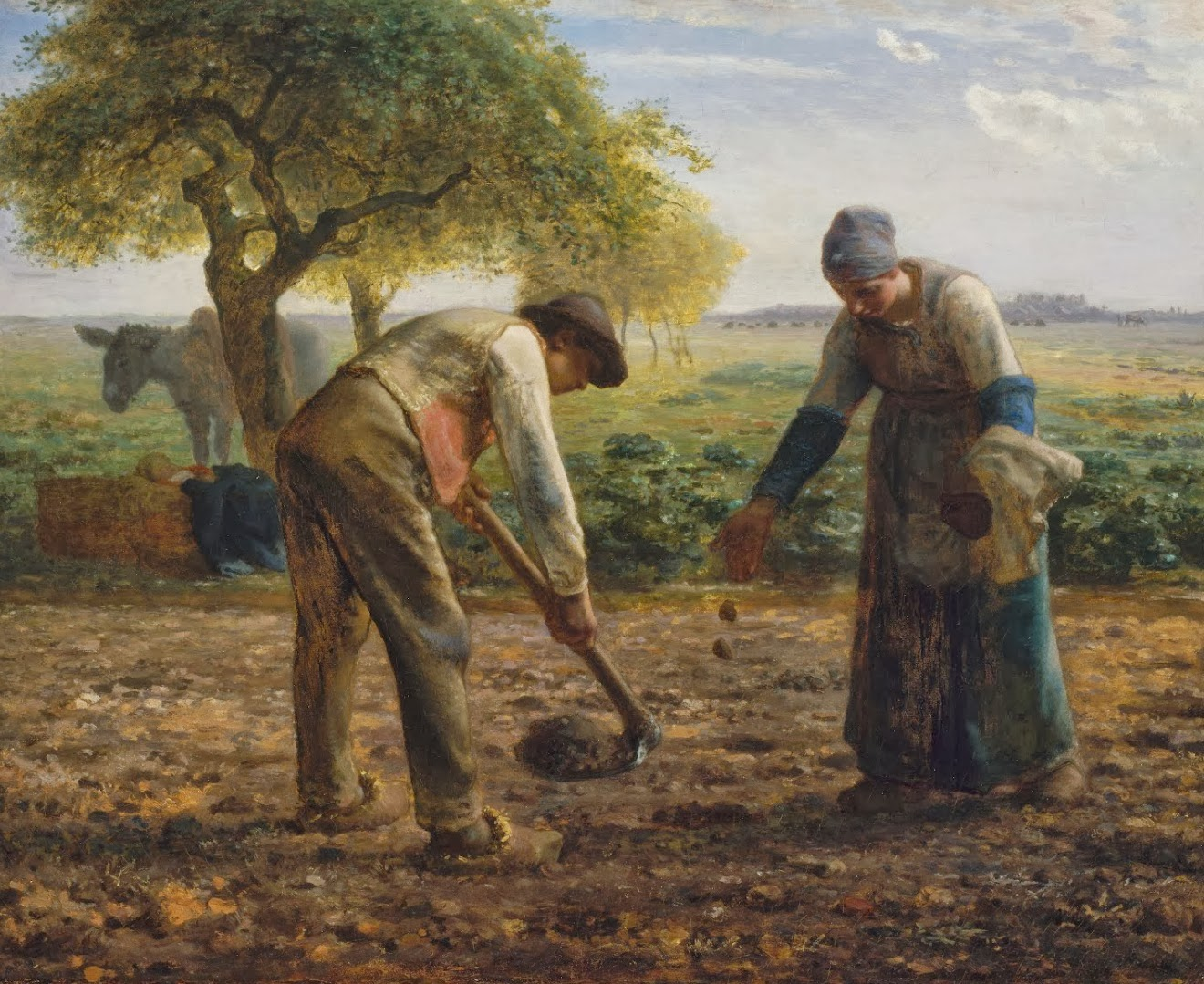
Les Planteurs de pommes de terre (1861).
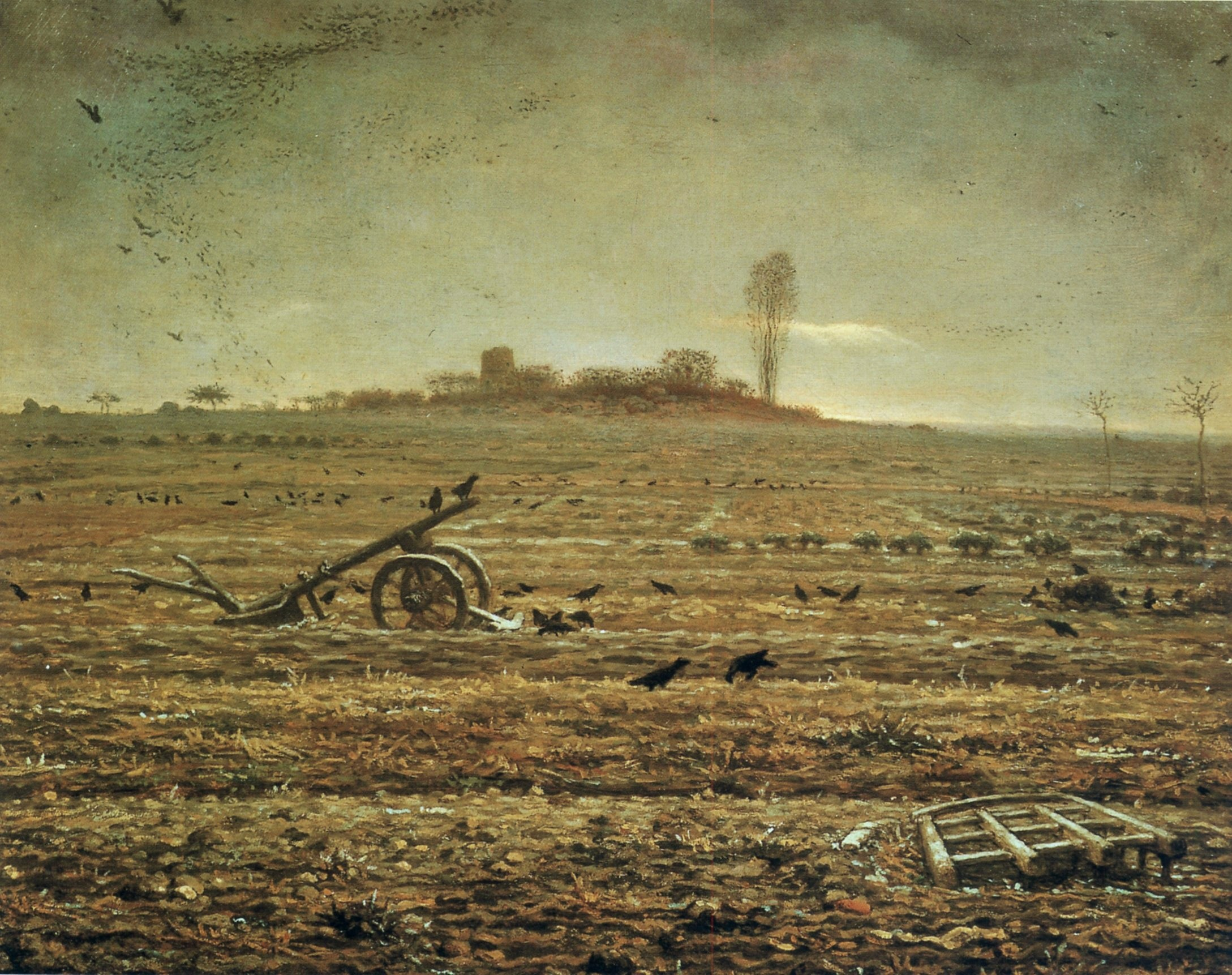
La Plaine de Chailly (1862).
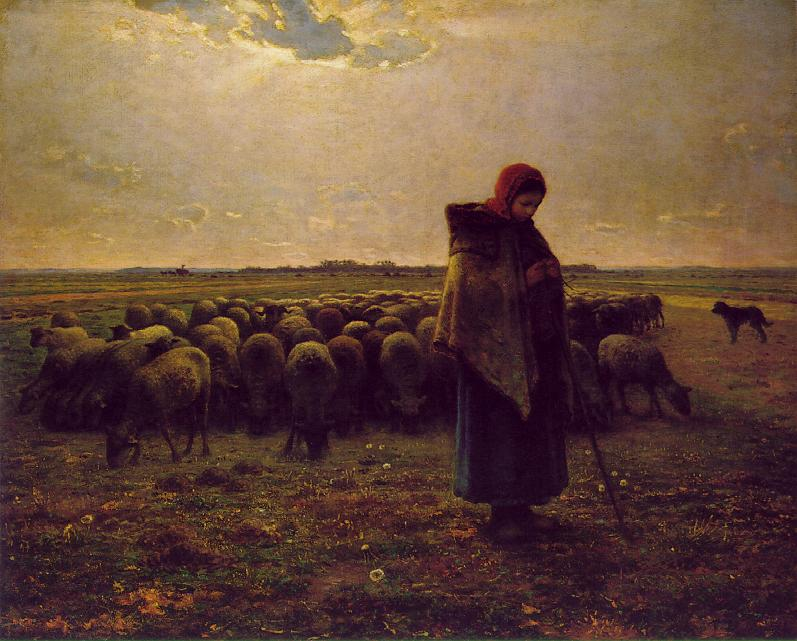
Bergère avec son troupeau (v. 1863).
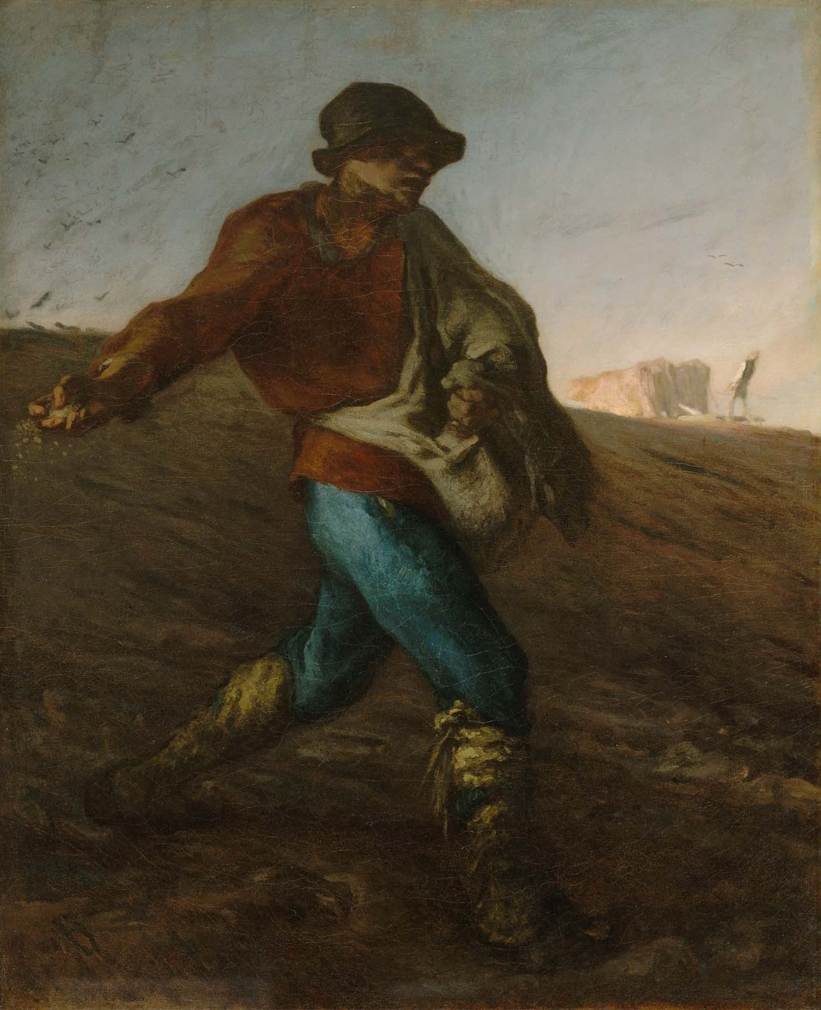
Le Semeur (v. 1865).